# Fiat Palio
Fiat Palio är en modellserie i det mindre storlekssegmentet som presenterades i mitten av 1990-talet. 

## Fiat Palio (1996–2016)
Palio skapades speciellt för den sydamerikanska marknaden och den tillverkas i Betim i Brasilien och i Argentina. En Polentillverkad version finns även i Europa, ämnad för de forna östländerna. Stommen i produktionen utgörs av en halvkombi med 3-5 dörrar och i Europa finns även en kombimodell (Weekend på fiatspråk). Sedanen Fiat Siena och pickupen Fiat Strada härstammar också från denna "världsbil". Strada är för övrigt den enda Paliovariant som säljs i Sverige, även om ett antal Fiat Palio Weekend kommit hit via privatimport. Motorerna som erbjuds är på mellan 61 och 106 hästkrafter.

## Fiat Novo Palio (2012–2018)
I november 2011 presenterade Fiats brasilianska dotterbolag en ny generation Palio. Bilen finns även med fyrdörrars sedankaross som Grand Siena.